# Luigi Brugnaro
Luigi Brugnaro (n. 13 septembrie 1961, Mirano, Veneto, Italia) este un politician și antreprenor italian.